# L'uomo che scambiò sua moglie per un cappello
L'uomo che scambiò sua moglie per un cappello è un saggio neurologico di Oliver Sacks, pubblicato nel 1985. In esso l'autore racconta alcune sue esperienze cliniche di neurologo e descrive alcuni casi di pazienti con lesioni encefaliche di vario tipo, che hanno prodotto i comportamenti più singolari e imprevedibili.
Alla prima edizione statunitense sono seguite numerose ristampe e traduzioni in molte lingue. A determinare la sua straordinaria diffusione, oltre alla bizzarria dei casi trattati da Sacks, è indubbiamente anche il modo romanzesco in cui essi sono descritti: come dice lo stesso autore nella prefazione,
In ogni capitolo Sacks descrive alcuni casi clinici particolari che gli è capitato di incontrare nella sua esperienza come neurologo di una casa di cura statunitense. La componente umana di ogni sua storia, la realtà del paziente, viene descritta con toni a volte umoristici, a volte molto pietosi e dolorosi, mentre l'analisi clinica sulle cause che hanno provocato questo particolare tipo di comportamento è sempre precisa e rigorosamente scientifica, pur producendo talvolta anche riflessioni filosofiche (e, raramente, anche religiose) sulla natura più profonda della malattia in sé.

## Sintesi
Il saggio è articolato in quattro sezioni, ognuna delle quali raggruppa una serie di casi clinici anche molto diversi tra loro, ma accomunati dalla natura della disfunzione primaria che li ha generati. Le quattro sezioni sono rispettivamente: "Perdite", "Eccessi", "Trasporti", "Il mondo dei semplici".

### Perdite
In questa prima sezione, il dottor Sacks descrive una serie di sindromi neurologiche accomunate dal fatto di derivare da deficit funzionali di una qualche regione encefalica. I casi riportati dall'autore hanno inoltre la particolarità di essere generati, nella maggior parte dei casi, da lesioni dell'emisfero destro del cervello: nell'introduzione a questo capitolo, Sacks denuncia infatti come la maggior parte della neurologia tradizionale, almeno fino a quel momento, si sia sempre concentrata soltanto sulle lesioni dell'emisfero sinistro. Egli stesso dà una spiegazione di questo atteggiamento scientifico nel suo saggio:
Questa sezione contiene nove capitoli, ognuno dei quali descrive uno o più particolari casi clinici.

#### L'uomo che scambiò sua moglie per un cappello
Questo caso, considerato tanto importante dall'autore da spingerlo a intitolarvi tutto il saggio, narra del dottor P., «eminente musicista», che cominciò gradualmente a manifestare una progressiva incapacità di dare un significato a ciò che vedeva, ed a confondere tra di loro gli oggetti (e soprattutto le persone viventi) appartenenti alla sua vita quotidiana. Il titolo deriva proprio da una delle gaffes di questo paziente, che alla fine di un colloquio con il dottor Sacks confuse la testa di sua moglie con il suo cappello, e l'afferrò tentando di mettersela in testa.
Nella sua trattazione, Sacks sottolinea più volte come il dottor P. non avesse alcun deficit visivo, ed avesse anzi uno spirito di osservazione molto acuto: semplicemente, in lui era scomparsa la capacità di assegnare un significato visivo agli oggetti che vedeva attorno a sé, sebbene fosse in grado di riconoscerli utilizzando gli altri quattro sensi. Durante un esperimento, il dottor Sacks gli consegnò un guanto, che egli fu perfettamente in grado di descrivere ma non di associare al suo significato, fino a quando non fu forzato ad indossarlo (mettendo quindi in campo il senso del tatto).
La caratteristica più tragica che appare da questa descrizione è come il dottor P. fosse assolutamente inconsapevole del suo difetto. Esso infatti non intaccava minimamente la sua giornata, se non per qualche occasionale gaffe: essendo infatti un musicista di professione, il dottor P. riusciva a compiere tutti i gesti quotidiani (mangiare, vestirsi, lavarsi) canticchiando sovrappensiero, e quindi, per così dire, senza accorgersene.
La causa patologica di questo deficit, definito "prosopagnosia" (cioè incapacità di riconoscere i volti), non viene riportata nell'analisi di Sacks, in quanto questi non fu in grado di seguire il paziente per lungo tempo. L'autore ipotizzò comunque una natura degenerativa di questo difetto («un tumore massivo o un processo degenerativo nelle parti visive del cervello»), supposizione questa accentuata dal rapido peggioramento delle condizioni del dottor P. nel volgere di pochi anni.

#### Il marinaio perduto
(Luis Buñuel, cit. in Il marinaio perduto)
Il secondo caso descritto da Sacks, anch'esso di agnosia profonda, riguarda Jimmie G., un ex-marinaio quarantanovenne da lui visitato nel 1975, che per una qualche ragione aveva perduto la memoria degli ultimi 30 anni ed era assolutamente convinto di avere diciannove anni e di essere nel 1945. Anche in questo caso, l'origine dell'amnesia non venne bene precisata, per la carenza di mezzi d'indagine non invasivi: Sacks indicò come probabile causa una distruzione dei corpi mammillari dovuta all'alcolismo, visti anche i problemi di etilismo di cui il paziente aveva sofferto attorno al 1970, una malattia nota come sindrome di Korsakoff.
Ad aggravare la sua situazione, si aggiungeva il fatto che Jimmie aveva una seria lesione anche a livello della memoria a breve termine, per cui dimenticava dov'era o che cosa stava facendo a distanza di pochi minuti. Gli unici ricordi che serbava perfettamente erano quelli della sua giovinezza fino al 1945: per questo motivo, era impossibile anche solo provare a spiegargli la natura della sua malattia (di cui egli non si rendeva assolutamente conto), perché avrebbe dimenticato tutto il discorso nel giro di pochi minuti.
Sacks osservò, inoltre, il comportamento di Jimmie nella cappella dell'ospedale e notò con quale "piena, intensa e tranquilla disposizione d'animo, con quale calma di una concentrazione e di attenzione assolute, egli si accostò e partecipò alla Santa Comunione. Era totalmente trattenuto, assorbito da un sentimento. In quel momento non c'era smemoratezza, non c'era sindrome di Korsakoff, né la loro esistenza pareva possibile o immaginabile". Tale osservazione lo spinse ad affermare che "per quanto grandi siano il danno organico e la dissoluzione humeana, rimane intatta la possibilità di una reintegrazione attraverso...il contatto con lo spirito umano; e questo può avvenire anche in presenza di uno stato di devastazione neurologica che in un primo tempo appare senza speranza".

#### La disincarnata
In questo capitolo, il dottor Sacks riporta la triste vicenda di una giovane donna, Christina, la quale, colpita da una poliradicoloneurite (cioè un'infiammazione di tutte le radici sensitive dei nervi cranici e spinali), aveva completamente perso la propriocezione, cioè la capacità che il corpo umano ha di percepire se stesso. Pur conservando praticamente inalterata la sensibilità superficiale e il senso del tatto, il corpo di Christina non era più in grado di attuare quei meccanismi che permettono ai muscoli di muoversi anche senza il controllo della vista: in altre parole, Christina non era più in grado di fare alcun movimento se non teneva lo sguardo fisso sulla parte del corpo che voleva muovere.
A parte gli ovvi problemi pratici che questa sindrome, unica nel suo genere, portava a Christina, cioè l'estrema difficoltà di reimparare a camminare, mangiare e persino parlare con un attentissimo controllo visivo (o acustico, per quanto riguarda la fonesi), Sacks evidenziò anche un'altra importantissima e tristissima conseguenza di questa malattia. Christina infatti, pur essendosi gradualmente riabituata a muoversi e a parlare, aveva irrimediabilmente perso la consapevolezza del proprio corpo: ella stessa si definiva "disincarnata", e descriveva così la sua condizione:
Non avendo precedenti, questa sindrome non poté essere curata dal dottor Sacks. Christina dovette rimparare a muoversi e a camminare in un modo goffo e "fasullo", ma in lei persistette sempre la sensazione di non avere più un corpo. L'autore descrive la sua condizione con infinita pietà, e chiude così la sua trattazione su Christina:

#### L'uomo che cadde dal letto
Questo caso tratta di un paziente al quale improvvisamente, durante la notte, capitò di svegliarsi avendo perso coscienza di una parte del proprio corpo, in questo caso la sua gamba sinistra. Secondo la descrizione del dottor Sacks, egli era assolutamente convinto che, per un qualche strano scherzo, «una gamba sconosciuta, una gamba umana recisa» gli si fosse attaccata al busto, e nella foga di spingerla via con l'aiuto delle braccia e dell'altra gamba si era fatto trascinare da essa ed era caduto dal letto.
La particolarità di questo caso, come lo descrive l'autore, è l'assoluta ed incrollabile certezza da parte del paziente che quella gamba non fosse sua (i termini con cui la descriveva erano "cosa", "imitazione", "facsimile"), e l'incapacità di spiegare sia come fosse possibile che essa fosse attaccata al suo busto, sia dove fosse finita la sua vera gamba.
Da questo caso è stato tratto un episodio della serie televisiva americana Nip/Tuck.

#### Mani
In questo capitolo Sacks descrive lo strano caso di una paziente cieca sessantenne, Madeleine J., la quale, affetta da cecità sin dalla nascita, era stata sempre talmente viziata e circondata di attenzioni da non aver mai avuto bisogno di sviluppare quella caratteristica "ipersensibilità tattile" dei non vedenti, che sono solitamente in grado di utilizzare le mani proprio come se fossero i loro veri occhi. Madeleine si lamentava pertanto di come le sue mani fossero «due cosi flaccidi e inutili», «che non hanno più vita di due blocchi di plastilina». Il caso si dimostrò di facile risoluzione, una volta identificato il problema: il dottor Sacks non fece altro che spingere Madeleine ad utilizzare le sue mani riducendo gradualmente la cura che le infermiere utilizzavano per lei, per esempio facendola aspettare a lungo prima di essere imboccata, fino a quando lei, irritata dall'attesa, non prese a mangiare da sola. Una volta superato il blocco iniziale, la ripresa fu rapida e totale, nonostante l'età avanzata.

#### Fantasmi
Questo capitolo analizza le molteplici testimonianze di sindrome dell'arto fantasma che il dottor Sacks ha incontrato nella sua pratica medica, portando diversi esempi, a volte descritti con molta ilarità, di pazienti con un arto amputato che ne continuavano a sentire la presenza molto a lungo. Questa sindrome, che a volte può risultare molto dolorosa e fastidiosa, viene invece indicata dall'autore come molto utile nel caso dell'utilizzo di protesi: per poter utilizzare correttamente la protesi di un arto, infatti, è necessario che il "fantasma" dell'arto e la protesi stessa si sovrappongano, in modo che l'una possa essere utilizzata come surrogato dell'altro.

#### Come un fuso
In questo settimo caso, Sacks riporta la descrizione del signor MacGregor, un arzillo novantatreenne affetto dalla malattia di Parkinson che gli aveva causato una lesione all'apparato vestibolare, per la quale egli non era più in grado di stare in posizione eretta come una persona normale, ma camminava fortemente inclinato da un lato pur senza accorgersi minimamente del suo difetto. Questa patologia venne risolta dal forte spirito d'iniziativa del paziente stesso, che una volta messo a conoscenza del suo problema, si ingegnò ad inventare una sorta di "livella" (ricordando il suo passato di falegname) da applicare agli occhiali, in modo da potersi rendere conto se camminava inclinato e da poter correggere autonomamente il suo difetto.

#### Attenti a destra!
La descrizione della vicenda della signora S. riporta un caso non infrequente in neurologia, di "emi-inattenzione", cioè di perdita della coscienza di una metà dello spazio circostante. Nel caso specifico la signora S., avendo subìto «un ictus massivo che le ha compromesso le parti più profonde dell'emisfero cerebrale destro», era diventata assolutamente incapace di vedere ciò che si trovava nella metà sinistra del suo campo visivo, senza aver subito danni di alcun altro tipo. Come in molti altri casi descritti in questo saggio, la parte più difficile e dolorosa della terapia si incentrò sul far capire alla donna il difetto di cui soffriva: una volta raggiunto questo scopo, pur non potendo in alcun modo rimediare al danno cerebrale ai centri visivi, la signora S. fu in grado di adottare piccole strategie (per esempio, utilizzare una sedia girevole per poter avere un panorama completo della stanza attorno a lei) che la aiutarono, se non a risolvere, quantomeno ad aggirare il suo problema.

#### Il discorso del Presidente
Questo nono ed ultimo capitolo della prima sezione contiene una riflessione sul modo distorto (ma spesso, più veritiero del nostro) che i pazienti affetti da afasia hanno di vedere ed interpretare il linguaggio verbale. L'afasia percettiva è infatti una malattia che impedisce ai pazienti di associare un significato alle parole che odono: essi non sono in grado di capire le singole parole di un discorso, ma, per contro, alcuni di loro diventano straordinariamente abili nel cogliere tutti quei segni della comunicazione non verbale (gesti, toni di voce, espressioni del volto), in modo tale da capire comunque il "senso del discorso" nella maggior parte dei casi. L'autore afferma inoltre che, per questo stesso motivo, agli afasici non si può mentire:
Nello stesso capitolo, Sacks descrive anche il caso dei pazienti affetti da atonia (o "agnosia tonale"). Questo genere di malati presenta una patologia completamente opposta, in quanto:
Sacks precisa inoltre che:
Messi davanti alla stessa situazione, cioè un discorso alla nazione del Presidente degli Stati Uniti d'America, i due tipi di malati avevano reazioni completamente opposte, ma che conducevano allo stesso risultato. I pazienti afasici, non essendo in grado di capire il discorso del presidente, ma cogliendo perfettamente «le smorfie, gli istrionismi, i gesti e soprattutto i toni e le cadenze della voce», comprendevano in pieno la falsità dell'intero discorso e, come reazione, si sbellicavano dalle risate. Emily D. invece, paziente affetta da atonia, non era in grado di cogliere le sfumature della voce del presidente, ma avvalendosi della sua profonda conoscenza della lingua inglese era rimasta concentrata sulla costruzione grammaticale delle frasi, e alla fine della sua analisi dichiarò:
Sacks colloca a fine capitolo una sua riflessione personale scaturita da questo episodio:

### Eccessi
La seconda sezione, Eccessi, prende in considerazione una serie di patologie, in alcuni casi già descritti nella sezione Perdite, in cui la lesione ha prodotto, invece che un deficit di quella specifica funzione, una sua esagerazione. Tale caso era già stato descritto nel saggio Risvegli, sempre da Sacks, nel quale egli trattava dell'esagitazione indotta in alcuni pazienti parkinsoniani dalla somministrazione di L-dopa. In questi capitoli l'autore tende a dimostrare come anche uno stato di eccessiva iperattività (descritta a volte dai pazienti come «pericoloso benessere» o «luminosità morbosa») possa essere tragico e lacerante per il soggetto, che può tendere ad identificare questa pericolosa energia con la sua stessa essenza (come nel caso di "Ray dei mille tic"), o può anche arrivare a farsene totalmente inghiottire (come per "La posseduta").
Nella prefazione a questa sezione, il dottor Sacks sottolinea inoltre un grande limite della neurologia tradizionale, ossia la sua totale ignoranza del concetto di "eccesso". Come scrive l'autore stesso:

#### Ray dei mille tic
In questo primo capitolo, l'autore affronta il tema della sindrome di Tourette e dei tic, quegli improvvisi spasmi che colpiscono senza preavviso i pazienti affetti da questa patologia. I tic possono manifestarsi come movimenti incontrollati e subitanei, oppure, caso raro nella sindrome di Tourette, come improvvise esclamazioni, spesso molto volgari: tutto questo, ovviamente, riduce di molto la qualità della vita dei tourettici e li porta continuamente a vivere situazioni di intenso imbarazzo, dovute alla loro incapacità di controllarsi nei gesti e nel linguaggio.
Nel caso particolare di Ray, un ragazzo ventiquattrenne afflitto da una forma relativamente seria di Tourette, i tic avevano finito per condizionare così seriamente la sua vita da mettere in pericolo il suo matrimonio, oltre ad impedirgli di trovare e mantenere un lavoro per lungo tempo. Sacks descrive come la terapia con aloperidolo, un farmaco comune per questo genere di patologia, si fosse dimostrata estremamente efficace, ma avesse sollevato un altro problema: l'eccessiva identificazione del paziente con la sua malattia. Come riporta l'autore:
La terapia con aloperidolo, pur donando a Ray una calma ed una pacatezza che non aveva mai sperimentato dall'età di quattro anni, gli toglieva anche tutte quelle caratteristiche che lo rendevano "speciale" agli occhi della moglie e dei suoi amici: il suo spirito pungente ed irriverente, e soprattutto la sua grande abilità di batterista jazz, dovuta tutta alle "improvvisazioni" che gli derivavano dalle crisi di Tourette. Di qui, la decisione finale sulla terapia della sua sindrome:

#### La malattia di Cupido
Il secondo capitolo racconta la vicenda di una spiritosa novantenne, Natasha K., pervenuta all'osservazione medica per l'insorgere di una serie di comportamenti "sconvenienti", derivati da un'intensa quanto immotivata eccitazione, che improvvisamente la faceva sentire giovane e «pimpante». Argutamente, riporta Sacks, la signora individuò da sola la causa del suo male, e cioè una riattivazione della sifilide (la malattia di Cupido) al terzo stadio, avvenuta straordinariamente settant'anni dopo la sua ultima presentazione: questa sifilide neurologica, o neurosifilide, come risultò dal test del liquor, aveva attaccato la sua corteccia cerebrale, sovrastimolando i centri emotivi e provocandole questo stato di benessere permanente. Sotto richiesta della stessa signora, il dottor Sacks le somministrò della penicillina per distruggere le spirochete, ma calibrò la terapia in modo da far perdurare nel tempo lo stato di eccitazione in cui ella si trovava.
Da questo caso è stato tratto l'episodio Madre controllo della serie televisiva Dr. House - Medical Division.

#### Una questione d'identità
Il caso del signor Thompson, un altro paziente afflitto da sindrome di Korsakoff come Jimmie G. (Il marinaio perduto), è un esempio della reazione totalmente differente di due persone alla stessa malattia. Jimmie G., privo della memoria dei suoi ultimi trent'anni e non in grado di riconoscere il suo male, si era chiuso in uno stato perenne di smarrimento che lo aveva completamente tagliato fuori dal mondo esterno; il signor Thompson, invece, percepiva chiaramente questo vuoto nella sua coscienza, e per farvi fronte si armava della sua inesauribile parlantina e «creava di continuo un mondo e un sé in sostituzione di ciò che andava di continuo dimenticato e perduto». Sacks descrive così la patologia di Thompson:
L'autore prosegue ipotizzando lo stato d'animo del paziente:

#### Sì, padre-sorella
Questo penultimo caso della sezione Eccessi riguarda una signora affetta da un carcinoma dei lobi frontali, che aveva sviluppato una patologia in qualche modo simile a quella del dottor P. (L'uomo che scambiò sua moglie per un cappello). La sua patologia aveva prodotto in lei quella che il dottor Sacks chiama «ebefrenia», ossia una perdita della capacità di associare un significato a quello che vedeva, associata però (a differenza del dottor P.) ad una piena consapevolezza del suo difetto e, quel che è peggio, ad un totale disinteresse nei suoi confronti. Non trovando alcun significato nel mondo e nelle parole (ella stessa chiamava il dottor Sacks una volta "padre", una volta "sorella", una volta "dottore", con molta ilarità), la signora B. semplicemente se ne disinteressava e, con un umorismo assieme irritante e terribile, seguitava a scherzare e a giocare con parole che ormai non significavano più nulla per lei.

#### La posseduta
Nell'ultimo caso, Sacks opera una riflessione sulla sindrome di Tourette (la stessa che affliggeva "Ray dei mille tic") portata alle sue estreme conseguenze, e sulla facilità con cui il profano può scambiare una persona affetta da questa malattia con un caso di possessione demoniaca. La "posseduta" di cui l'autore parla in questo capitolo, una donna incontrata in una strada trafficata che smaniava come nelle peggiori storie di esorcismi, non è altro che una tourettica che non poteva fare a meno, per la natura del suo stesso male, di imitare in maniera convulsa e frenetica tutte le persone che le passavano davanti, esagerandone i gesti e le espressioni come «conseguenza della violenta accelerazione e distorsione di tutti i suoi movimenti».

### Trasporti
Nella terza sezione del suo saggio, Sacks descrive delle patologie che si manifestano come «reminiscenza, l'alterazione della percezione, dell'immaginazione, del «sogno»». I "trasporti" sono manifestazioni di patologie cerebrali accompagnate da un'intensa carica emotiva, che hanno un significato tutto personale per ognuno dei malati, ed il cui significato neurologico si mescola con una componente psichica molto profonda. Il termine "trasporti" viene qui utilizzato per descrivere «il potere dell'immaginazione e della memoria di «trasportare» una persona», di farle rivivere luoghi e sensazione che pensava di aver dimenticato da tempo o che non sapeva neanche di possedere.

#### Reminiscenza
Il primo caso della terza sezione tratta di due persone, la signora O'C. e la signora O'M., entrambe afflitte dallo stesso tipo di patologia, ma che davanti ad essa manifestavano reazioni completamente diverse. Entrambe le pazienti avevano subito un danno alla corteccia dei lobi temporali (dovuto, nel caso della signora O'C., a un piccolo ictus), e ciò aveva prodotto il manifestarsi di frequenti crisi epilettiche a carico dell'area infartuata: come conseguenza di questi piccoli attacchi di epilessia, le due signore avevano cominciato ad udire, nel momento in cui le crisi si manifestavano, una musica incessante dentro la loro testa, di tale intensità che esse facevano addirittura fatica a sentire le parole delle persone che le circondavano, e che calava soltanto con lo spegnersi della crisi per poi acuirsi con la successiva.
La differenza tra le due signore stava appunto nel modo in cui la malattia aveva influenzato le loro reazioni sentimentali. La signora O'C., cresciuta senza l'appoggio della madre che era morta quando lei era ancora in tenera età, sentiva nella sua testa le canzoni irlandesi che avevano caratterizzato la sua infanzia: quando alla fine l'ictus arrivò a guarigione spontanea, e le crisi epilettiche nel suo lobo temporale si affievolirono fino a sparire, la signora non poté fare a meno di provare un'intensa nostalgia per quell'infanzia di cui era stata privata, e che le era stata restituita per breve tempo solo grazie alla sua malattia.
Al contrario, la signora O'M., che aveva un'esperienza personale diversa da quella della signora O'C., sentiva la musica nella sua testa come un fastidio spossante, ed accettò con gioia la terapia con anticonvulsivi che le venne somministrata dal dottor Sacks. Di fronte alla stessa patologia, le due signore avevano avuto due reazioni completamente differenti, dettate dalla storia della loro vita.

### Il mondo dei semplici
L'ultima sezione parla invece dei semplici, di quelle persone che hanno un modo particolare di comunicare con il mondo esterno. Qui siamo messi davanti alle emozioni di queste persone.

## Edizioni
- Oliver Sacks, L'uomo che scambiò sua moglie per un cappello (The Man Who Mistook His Wife for a Hat), traduzione di Clara Morena, 11ª ed., Adelphi, 2008  [1986],  p. 318, ISBN 978-88-459-1625-0.